# Macrothrix hirsuticornis
Macrothrix hirsuticornis är en kräftdjursart som beskrevs av Norman och Brady 1867. Macrothrix hirsuticornis ingår i släktet Macrothrix och familjen Macrothricidae. Inga underarter finns listade i Catalogue of Life.